# Ramon Maria Casanyes
Ramon Maria Casanyes (Barcelona - 1954) és un il·lustrador i autor de còmics català que es va formar a l'editorial Bruguera.

## Biografia
Ramon Maria Casanyes comença la seua trajectòria professional a l'editorial Bruguera, on entraria a treballar amb 21 anys, l'any 1975. Allà treballava realitzant pàgines anònimes de Mortadel·lo i Filemó, a l'equip de Blas Sanchis Bonet. Poc després, Casanyes abandona l'editorial, si bé tornaria de nou en 1977, en acabar el servei militar.
Davant la negativa de l'editorial en publicar-li un personatge propi, mentre li demanaven 10 pàgines de personatges creats per Francisco Ibáñez, però propietat de l'editorial, Casanyes va decidir contractar un equip perquè l'ajudara a portar endavant el seu treball amb Bruguera mentre ell cercava una manera de promocionar-se com a autor de còmics. Si bé a principis dels anys 80, Casanyes va publicar a revistes dirigides a públic adult com El Papus o Hara-Kiri, prompte va deixar eixes col·laboracions per continuar treballant a Bruguera, on el salari era millor. Casanyes tornaria a publicar a revistes per a públic no-juvenil com Cimoc, Rambla o Titánic, a partir del moment en què fóra acomiadat de Bruguera en 1982, quan l'editorial començava a mostrar la fluixa situació econòmica que la portaria a fer fallida en 1986. En 5 anys, Casanyes i el seu equip havien dibuixat més de 2.000 pàgines, una part important (però no la totalitat) de la producció de personatges de Francisco Ibáñez realitzada a iniciativa de l'editorial que posseïa els drets en exclusiva sense consentiment de l'autor. La col·laboradora que més temps va romandre a l'equip de Casanyes, Lourdes Martín Gimeno, hauria col·laborat posteriorment amb el mateix Ibañez.
Amb el tancament de l'editorial Bruguera, Casanyes aconseguiria per fi publicar historietes de personatges creats per ell. Paco Tecla y Lafayette van ser els protagonistes de la sèrie homònima que es publicaria a "Garibolo", revista de curta durada que ell i la seua creació liderarien l'any 1986. Cal tenir en compte que aquestos personatges els havia creat per a l'Editorial Bruguera, on Casanyes tornà a publicar per un breu període en 1986, poc abans de la seua fallida.
Mentre encara existia Garibolo, a Casanyes se li encarregà treballar en un projecte nou, una sèrie animada de televisió sobre les futures Olimpíades de Barcelona 92, la sèrie s'anomenà Hermes, mensajero de los dioses, i els drets per realitzar la sèrie van ser comprats per una productora temps després de la realització dels jocs olímpics.
En el camp de la publicitat, Casanyes seria l'encarregat de modernitzar la imatge de "Quicky", el conill mascota de la xocolata en pols Nesquik, que Nestlé li va encarregar per tal que el personatge que fóra utilitzat a tot Europa, al contrari de com fins a eixes dates es feia, on hi havia diverses mascotes a cada país. Aquest rediseny es deu a l'èxit que van tenir els tres àlbums amb historietes del personatge que Casanyes va realitzar a partir de 1993, a més de pàgines publicitàries de Nestlé que serien publicades, entre d'altres, a les revistes d'Edicions B. Actualment Casanyes és el dibuixant oficial de la mascota de Nesquik.

## Còmics editats

### Mortadel·lo i Filemó
- Las criaturas de cera vivientes
- El caso de los párvulos

### Paco Tecla y Lafayette
- Trapicheo en el Cairo
- El caso de los juguetes diabólicos
- Bebitos como bidones

### Las aventuras de Quicky
- El misterio de las ortigas
- El impostor
- El carámbano negro